# Lucens
Lucens is een gemeente en plaats in het Zwitserse kanton Vaud.
Het dorp telt 2212 inwoners en ligt aan het riviertje de Broye

## Geschiedenis

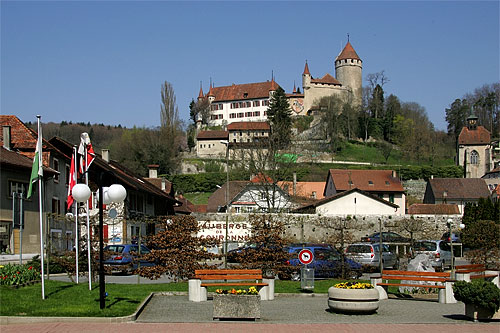
Uitzicht op Lucens en het slot

De gemeente Lucens maakte tot 2008 deel uit van het toenmalige district Moudon. Op 1 januari 2008 werd dit district opgeheven en de gemeente Lucens werd deel van het nieuwe district Broye-Vully. Op 1 juli 2011 werd het plaatsje Oulens-sur-Lucens, met ongeveer 50 inwoners, toegevoegd aan de gemeente Lucens. Hier kwamen in 2017 de gemeenten Brenles, Chesalles-sur-Moudon, Cremin, Forel-sur-Lucens en Sarzens bij.

## Geboren
- Antoine Vessaz (1833-1911), bestuurder en politicus